# 大日本武術講習会
大日本武術講習会（だいにほんぶじゅつこうしゅうかい）とは、1895年（明治28年）9月13日に、東京府東京市神田区（現・東京都千代田区）に設立された武術団体。柔術・剣術・槍術・薙刀術・鎖鎌などの日本固有の武術を普及し練習することを目的とした団体である。男女を問わず広く練習生を募集していた。会長は津田官治郎が務めた。

## 師範
- 井口松之助 - 鹿島真刀流居合・天神真楊流柔術
- 尾崎忠照 - 神道無念流
- 吉田矢 - 小野派一刀流
- 田辺光通 - 小野派一刀流
- 田丸大輔 - 直心影流
- 中村一朗 - 北辰一刀流
- 石崎浜吉 - 小野派一刀流
- 金谷元良 - 楊心古流
- 吉田千春 - 天神真楊流柔術
- 高木鋤次郎 - 天神真楊流柔術
- 筑紫法堯 - 直心影流
- 中村半助 - 良移心頭流柔術・津田一伝流剣術
- 中村又太郎 - 浅山一伝流剣術
- 丸島一 - 鎖鎌
- 小林定之 - 北辰一刀流
- 指田吉清 - 北辰真武一刀流・浅山一伝流柔術
- 北村孝道 - 一刀流
- 下妻久徴 - 直心影流
- 村川清明 - 直心影流
- 松原文太郎 - 直心影流
- 財前欽次 - 北辰一刀流
- 斎藤明信 - 直心影流
- 宮川義令 - 小野派一刀流
- 鈴木信友 - 直心影流
- 鴨野常吉 - 鹿島神伝流
- 菊池浪之助 - 小野派一刀流
- 藤島浅太郎 - 北辰真武一刀流
- 村上松造 - 北辰真武一刀流